# Henry Merrivale e il fantasma di un amore
Henry Merrivale e il fantasma di un amore (titolo originale A Graveyard to Let) è un romanzo poliziesco del 1949 di John Dickson Carr, scritto sotto lo pseudonimo di Carter Dickson, diciannovesimo della serie con protagonista Sir Henry Merrivale, detto il Vecchio.

## Trama
Sir Henry Merrivale è in visita negli Stati Uniti ad una famiglia importante (forse quella presidenziale), quando decide di fermarsi dal suo conoscente Frederick Manning, che a quanto pare è nei guai: lui, professore fino a quel momento irreprensibile, pare abbia sottratto una forte somma dall'istituto che dirige, e che voglia scappare con quei soldi per vivere insieme alla sua giovane amante, una misteriosa signorina non proprio irreprensibile. I suoi tre figli, Crystal, Jean e Bob, che ha avuto dalla moglie Elizabeth morta in circostanze tragiche anni prima, ovviamente disapprovano e non capiscono il mutamento di comportamento del padre, e così il giovane pretendente di Jean e collega di Frederick, Huntington Davis.
Alla compagnia si aggiunge un corrispondente americano da Londra, Cy Norton, tornato negli Stati Uniti per aver espresso non troppo velatamente la sua antipatia per il governo laburista allora in carica (questa antipatia verso i laburisti al potere dal 1945 al 1951 traspare in molti romanzi di Carr del dopoguerra), in cerca di uno scoop.
Manning, ancor più misterioso, annuncia la sera a cena che il giorno dopo sarebbe scomparso. E infatti la mattina dopo, mentre i suoi ospiti sono radunati in piscina a fare un bagno, e mentre il procuratore Gilbert Byles sta giungendo ad arrestarlo, si tuffa in piscina vestito di tutto punto: i suoi vestiti tornano a galla, ma lui no...dov'è finito? E com'è possibile che diverse ore dopo venga ritrovato in un campo da baseball gravemente pugnalato?
Solo H.M. può rispondere a queste domande con il suo acume!

## Edizioni italiane
- H.M. e il fantasma di un amore, traduzione di Anna Maria Francavilla, collana il Giallo Mondadori n. 1807, Arnoldo Mondadori Editore, 1983.
- H.M. e il fantasma di un amore, traduzione di Anna Maria Francavilla, collana i Classici del Giallo Mondadori n. 896, Arnoldo Mondadori Editore, 2001, pp. 234.